# Альдо Палацескі
Альдо Палацескі (італ. Aldo Palazzeschi; 2 лютого 1885, Флоренція — 17 серпня 1974, Рим) — псевдонім Альдо Джурлані, італійського романіста, поета, журналіста та есеїста.

## Біографія
Народився у Флоренції у заможній родині. Дотримуючись вказівок свого батька, він вивчав бухгалтерський облік, але відмовився від цього заняття, оскільки захопився театром та акторською майстерністю. 1902 року закінчив технічне училище. Поважаючи бажання свого батька, щоб прізвище не асоціювалося з акторською діяльністю, він вибрав як псевдонім дошлюбне прізвище своєї бабусі по материнській лінії Палацескі.
Комфортні умови життя його сім'ї дозволили йому опублікувати свою першу книгу віршів «I cavalli bianchi» («Білі коні») у 1905 році, використовуючи свій акторський псевдонім.
Після зустрічі з Філіппо Томмазо Марінетті він став палким футуристом. Однак він ніколи не був повністю ідеологічно солідарний з рухом і посварився з групою через участь Італії у Першій світовій війні, проти якого він виступав, хоча він провів короткий період на передовий після того, як був призваний до армії у 1916 році. Його «футуристичний період» (приблизно 1910-ті роки) був дуже плідним часом, коли він опублікував серію робіт, які зміцнили його репутацію. Найбільш помітним із них є його роман «Кодекс перели» (Il codice di Perelà, перекладений англійською як «Людина з диму»), опублікований 1911 року. Марінетті зазвичай роздавав більше екземплярів опублікованих ним футуристичних книг, ніж продавав, і Палацескі пізніше згадував, що у 1909 року було роздано так багато екземплярів однієї з його книг, що навіть йому не вдалося роздобути екземпляр.
У міжвоєнні роки його поетична творчість скоротилася, оскільки він зайнявся журналістикою та іншими заняттями. Він не брав участі в офіційній культурі фашистського режиму, але виявив, що працює у різних журналах, які це робили. Деякі з них були: Pegaso, Pan (за редакцією Уго Охетті) та Il Selvaggio (за редакцією Міно Маккарі).
Наприкінці шістдесятих і на початку сімдесятих він знову почав публікуватися, випустивши серію романів, які знову забезпечили йому місце у новому, післявоєнному авангарді.
Помер у 1974 році у своїй квартирі в Римі.

## Спадщина
Сьогодні його часто вважають важливим впливом на пізніших італійських письменників, особливо неоавангардистів, як у прозі, і у віршах. Його роботи добре відзначені своїми «гротескними та фантастичними елементами».
Французький композитор Паскаль Дюсапен написав оперу «Perelà, uomo di fumo» (прем'єра відбулася в 2003 році), засновану на романі Палаццескі.

## Твори
- I cavalli bianchi (1905)
- Lanterna (1907)
- Poemi (1909)
- L'incendiario (1910)
- Il codice di Perelà (1911)
- Il controdolore (1914)
- Due imperi… mancati (1920)
- L'interrogatorio della contessa Maria (1925)
- La piramide (1926)
- Stampe dell'Ottocento (1932)
- Sorelle Materassi (1934)
- Il palio dei buffi (1936)
- Allegoria di novembre (1943)
- Difetti 1905 (1947)
- I fratelli Cuccoli (1948)
- Bestie del '900 (1951)
- Roma (1953)
- Scherzi di gioventù (1956)
- Il buffo integrale (1966)
- Il doge (1967)
- Cuor mio (1968)
- Stefanino (1969)
- Storia di un'amicizia (1971)
- Via delle cento stelle (1972)